# Iskut River Hot Springs Provincial Park
Der Iskut River Hot Springs Provincial Park ist ein nur rund 6 Hektar großer Provincial Park im Nordwesten der kanadischen Provinz British Columbia, in der Nähe der Grenze zum US-Bundesstaat Alaska. Der Park gehört zu der Gruppe von nur rund 5 % der Provincial Parks in British Columbia, die eine Fläche von 10 ha oder weniger haben.
In der Umgebung des Parks finden sich zahlreiche weitere Parks, wie der Mount Edziza Provincial Park, der Ningunsaw Provincial Park, der Kinaskan Lake Provincial Park oder der Todagin South Slope Provincial Park.

## Anlage
Der Park umfasst eine Gruppe von sehr heißen Quellen am westlichen Ufer des Iskut River im Regional District of Kitimat-Stikine, unweit des Highway 37 (dem Stewart-Cassiar Highway ) und ist umgeben von den Bergen der Boundary Ranges. Er liegt etwa 6 km östlich des Highways, hat jedoch keine Anbindung an den Highway oder eine andere Straße. Etwa 220 km südlich des Parks befindet sich Stewart bzw. 190 km nördlich Dease Lake.
Bei dem Park, der am 25. Januar 2001 zusammen mit 14 weiteren Parks eingerichtet wurde, handelt es sich um ein Schutzgebiet der Kategorie III (Naturdenkmal).
Wie bei allen Provinzparks in British Columbia gilt auch für diesen, dass er lange bevor die Gegend von europäischen Einwanderern besiedelt oder sie Teil eines Parks wurde Jagd-, Siedlungs- und Fischereigebiet verschiedener Stämme der First Nations, hier der Tahltan, war. Archäologische Funde wurde bisher jedoch nicht gemacht.

## Tourismus
Der Park verfügt über keinerlei touristische Infrastruktur oder besondere Attraktionen. Da sich um die sehr heißen Quellen keine Pools bilden, sind diese auch nicht zum Baden geeignet.